# 池田彪馬
池田 彪馬（いけだ ひょうま、2003年6月2日 - ）は、日本の俳優、歌手、ダンサー。北海道出身、
スターダストプロモーション制作3部所属。
EBiDANのメンバーであり、9人組ミクスチャーユニットSUPER★DRAGONのメンバーである。

## 略歴
北海道出身、幼稚園までを同地で過ごす。
小学校５年生のとき、明治神宮前の改札でスカウトされて現事務所に入所以降、スターダストプロモーションの男性アーティスト集団EBiDANのEBiDAN 39 & KiDS（通称EBiDAN 研究生）として活動する。バラエティー番組に出演。2015年9月の星男祭2015でSUPER★DRAGONの結成が発表される。

## 人物
趣味はサッカー、バスケットボール。特技は水泳（5歳～8歳）、徒競走（小1～3 リレーの選手）。自宅では愛犬のピピちゃん（トイプードル）と生活しており時折ブログに登場する。
音楽の嗜好としては、K‐popを好んでおり、インタビューでは好きな歌手・憧れの人として防弾少年団や防弾少年団のメンバー ジョングクを挙げている。
血液型はA型。利き手は右。好きな色は白、黒、青、赤、紫。(EBiDAN 研究生時代に黄色と言っていたためペンライト等の色が黄色になっている。)
グミの神と自称するほどグミが好きであったが、最近はステーキが好きとメディアでよく発言している。嫌いな食べ物はわさび。
ソロ曲として「夢で逢えたら」がある。(2nd Emotionに収録)

## 作品
- 「EBiBEST」（2016年12月21日、スターダストレコード）

## 出演
グループとしての出演については「SUPER★DRAGON#出演」参照。

### テレビドラマ
- 『フジテレビ☆バレーボール』SPショートドラマ”父と息子”編（2015年6月6日 - 27日、フジテレビ）
- FAKE MOTION -卓球の王将-（2020年4月9日 - 5月28日、日本テレビ） - 木曽義雄 役[5]
  - FAKE MOTION -たったひとつの願い-（2021年1月21日 - 3月11日、日本テレビ）[6]
- 95 第6話・第7話・第9話・最終話（2024年5月13日・20日・6月3日・10日、テレビ東京） - 灰原 役[7]
- 過保護な若旦那様の甘やかし婚（2024年5月24日 - 6月28日、毎日放送） - 和山 裕樹 役[8]
- 無能の鷹 第2話（2024年10月18日、テレビ朝日） - 新井葉介 役[9]
- テレビ熊本ドキュメンタリードラマ 郷土の偉人シリーズ第32作『夏目漱石〜吾輩が愛した肥後の国より〜』（2025年1月19日、テレビ熊本）[10]
- あやしいパートナー（2025年4月30日 - 7月16日、MBS・TBS） - 青木颯太 役[11]

### テレビ番組
- 『EBiDAN』（TOKYO MX）
- 『EBiDAN アミーゴ』（BS日テレ）

### 映画
- 『あのコの、トリコ。』（2018年10月5日）

### CM
- エースコック「スーパーカップMAX[12]」（2018年9月 -）
- マクドナルド「ベーコンポテトパイ」大人の放課後 篇（2021年4月22日）

### ミュージックビデオ
- SKYWALKER『シクラメン』

### 舞台・ライブ
- FAKE MOTION 2021 SS LIVE SHOW（2021年3月25日 - 26日、東京ガーデンシアター） - 木曽 義雄 役
- FAKE MOTION 2022 SMR LIVE SHOW（2022年10月12日 - 13日、かつしかシンフォニーヒルズ） - 木曽 義雄 役

### 配信ドラマ
- Toshio-free-Wi-Fi（2024年12月2日 - 、YouTube） - アオイ 役[13]